# Црква Успења Свете Богородице у Миљковцу
Црква Успења Свете Богородице у Миљковцу једна је од цркава  у Миљковачкој парохији, у Епархији нишкој, Српске православне цркве, у општини Црвени Крст у Нишком управном округу. Изграђена је у првој половини 19. века у духу традиционалног народног градитељства, надахнутог појединостима из старе српске црквене архитектуре. Према попису из 2002. црква је опслуживала 253 становника (према попису из 1991. било је 301 становника).

## Положај
Црква Успења Свете Богородице се налази на улазу у село Миљковац, на узвишеној заравни испод шумовитог брежуљка. Налази се на јужном рубу Алексиначке котлине, у подручју ушћа Лабуковске у Топоничку реку, на око 15 км северно од центра Ниша.
Административно припада градској општини Црвени Крст на подручју града Ниша у Нишавском округу.

## Историја
Саграђена је 1839. године захваљујући прилозима грађана Ниша, Миљковца и четрнаест околних села. Освећена је од митрополита Григорија на Видовдан 28. јуна 1839. године.
Црква Успења Свете Богородице у Миљковцу молитвено прославља Успење Пресвете Богородице, (празник у народу познат и као Велика Госпојина), 28. августа по новом, односно 15. августа по јулијанском календару.

## Архитектура
Црква Успења Свете Богородице је једнобродна грађевина сазидана је од притесаног камена. Засведена је полуобличастим сводом са петостраном апсидом на истоку. На свакој страни апсиде налази се по једна издужена плитка ниша извијеног лука, каква украшава и ивице цркве. У подстрешју полукалоте апсиде озидан је једноредни зупчасти венац од опека. У забату источног и западног зида цркве озидан је по један мањи кружни отвор, од којих је последњи уоквирен рељефним крстом.
Унутрашњост цркве је рашчлањена са четири пара масивних пиластара, повезаних попречним луковима на које се ослања свод.
Под је прекривен опеком, док као амвонска розета служи фино клесана округла камена плоча.
Прозори
Светлост у храм улази кроз шест правоугаоних прозорских отвора:
- прозор на апсиди наглашен је крстом у плитком рељефу,
- три прозора на северној страни цркве надвишена су плитким лучним удубљењем,
- два прозора на јужној страни су без украса.

Врата
У цркву се улази кроз два улазна отвора, врата на северној и западној страни. Лучно обликоване улазне отворе уоквиравају полукружно профилисани четвртасти рамови са наглашеним једноставним капителима у корену лука.
- Изнад северних врата је ниша чија је архиволта плитко усечена у масу зида.
- Западна врата надвишена су четвртастом нишом унутар које су фрагменти представе Успења Свете Богородице. Још више је камена плоча са ктиторским натписом.

## Фрескодекорација
Почетком 20. века сводне површине цркве осликане су представама из Христовог живота, скромне уметничке вредности.
Иконе за иконостас рађене су у техници темпера на дрвету, у периоду од 1897. до 1902. године. Лепо сложене боје и тачан цртеж откривају талентованог сликара који је добро владао академским знањима.